# Oxford (Arkansas)
Oxford – miasto w Stanach Zjednoczonych, w stanie Arkansas, w hrabstwie Izard.